# Cajallichaam

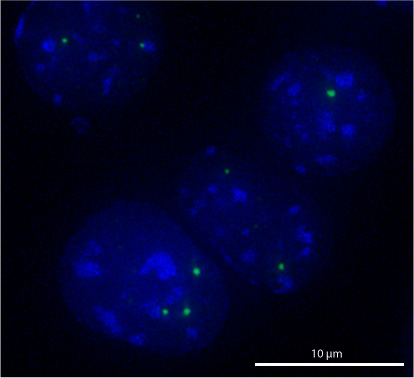
Celkernen van dierlijke cellen (blauw) die Cajallichamen (groen) bevatten. Gevisualiseerd door een fusie van p80/Coilin met GFP.

Cajallichamen (Cajal bodies of coiled bodies) zijn minuscule, bolvormige kernlichaampjes met een diameter van 0,3 tot 1,0 µm. Met name in de celkern van embryonale cellen en tumorcellen, of in metabolisch actieve cellen zoals neuronen komen deze lichaampjes voor. Cajallichamen zijn membraanloze microcompartimenten en bestaan grotendeels uit eiwitten en RNA. Ze werden voor het eerst beschreven door Santiago Ramón y Cajal in 1903. Ze werden herontdekt met behulp van de elektronenmicroscoop en werden later hernoemd naar hun ontdekker.
Cajallichamen raakten in de belangstelling na de ontdekking en klonering van het labelingseiwit p80/Coilin. Cajallichamen zijn betrokken bij een aantal belangrijke RNA-gerelateerde stofwisselingsprocessen zoals de biogenese, verwerking en recycling van snRNP's, histon-mRNA-interacties en telomeeronderhoud. De lichaampjes zorgen voor het in elkaar zetten van RNA-moleculen die telomerase-enzymen nodig hebben om nucleotiden aan de uiteinden van telomeren te binden.